# Chikkabellavi, Tumkur
Chikkabellavi là một làng thuộc tehsil Tumkur, huyện Tumkur, bang Karnataka, Ấn Độ.